# Palpomyia nigritarsalis
Palpomyia nigritarsalis är en tvåvingeart som beskrevs av Remm 1976. Palpomyia nigritarsalis ingår i släktet Palpomyia och familjen svidknott. Inga underarter finns listade i Catalogue of Life.